# Cynober (kolor)
Cynober (chińska czerwień, vermilion) – odcień koloru czerwonego wpadający nieznacznie w kolor pomarańczowy. Pigment o tym odcieniu pozyskiwano z cynobru, minerału z zawartością siarczku rtęci, stąd nazwa. Jest to (w przybliżeniu) kolor dojrzałego pomidora.